# Сяглицы (деревня)
Ся́глицы — деревня в Большеврудском сельском поселении Волосовского района Ленинградской области.

## История
На карте профессора С. С. Куторги 1852 года обозначены две смежные деревни Сяглицы.

СЯГЛИЦЫ — деревня владельческая при речке безымянной, по левую сторону Рожественского тракта, от Ямбурга в 43 верстах, число дворов — 2, число жителей: 6 м. п., 3 ж. п. (1862 год)

В 1869—1870 годах временнообязанные крестьяне деревни выкупили свои земельные наделы у Е. П. Веймарн и стали собственниками земли.

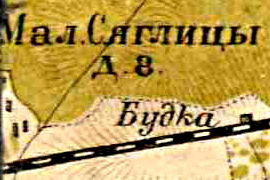
Деревня Сяглицы на карте 1885 года

Согласно карте окрестностей Санкт-Петербурга в 1885 году деревня называлась Малые Сяглицы и состояла из 8 крестьянских дворов.
В конце XIX — начале XX века деревня административно относилась ко Врудской волости 1-го стана Ямбургского уезда Санкт-Петербургской губернии.
С 1917 по 1927 год деревня Сяглицы Малые входила в состав Сяглицкого сельсовета Врудской волости Кингисеппского уезда.
С 1927 года в составе Молосковицкого района.
С 1928 года в составе Врудского сельсовета.
С 1931 года в составе Волосовского района.

План деревни Малые Сяглицы. 1933 год

По данным 1933 года деревня называлась Сяглицы и входила в состав Врудского сельсовета. Согласно топографической карте 1933 года деревня называлась Малые Сяглицы и насчитывала 16 дворов.
С 1 августа 1941-го по 31 декабря 1943 года германская оккупация.
С 1963 года в составе Кингисеппского района.
С 1965 года вновь в составе Волосовского района.
По данным 1966 года деревня называлась Малые Сяглицы и также находилась в составе Врудского сельсовета.
По административным данным 1973 и 1990 годов деревня называлась Сяглицы и также входила в состав Врудского сельсовета с административным центром в посёлке Вруда.
В 1997 году в деревне проживали 33 человека, в 2002 году — 5 человек (все русские), в 2007 году — 6.

## География
Деревня расположена в центральной части района на железнодорожной линии Волосово — Веймарн к северу от автодороги 41А-002 (Гатчина — Ополье).
Расстояние до административного центра поселения — 7 км.
Расстояние до ближайшей железнодорожной станции Вруда — 2 км.

## Демография
| 1862 | 2002 | 2007 | 2010 | 2017 |
| ---- | ---- | ---- | ---- | ---- |
| 9    | ↘5   | ↗6   | ↗16  | ↘8   |

### Национальный состав
Согласно данным Всероссийской переписи населения 2021 года в деревне проживали 8 человек, все русские.

## Достопримечательности
- Близ деревни находится курганно-жальничный могильник XI—XIV веков[20].